# Gepaepyris
Gepaepyris, właśc. Gepaipyris (gr.: η Γηπαιπυρεως, ē Gēpaipyreōs) (I wiek n.e.) – księżniczka tracka, królowa Bosporu w latach 37-39 n.e. Wdowa po Tyberiuszu Juliuszu Aspurgosie Filoromajosie, królu Bosporu.

## Rodzina
Gepaepyris należała do trackiej dynastii sapejskiej. Rodzicami jej byli Gajusz Juliusz Kotys VIII, król Tracji i Antonia Tryfena, córka Marka Antoniusza Polemona I Eusebesa Sotera, króla Małej Armenii, Pontu i Bosporu oraz królowej Pytodoris Filometor, wnuczki po kądzieli Marka Antoniusza, rzymskiego triumwira. Dzięki babce była spowinowacona z dynastią julijsko-klaudyjską. Pytodoris była bowiem córką Pytodorosa z Tralles i Antonii, siostry przyrodniej Antonii Młodszej, babki Kaliguli, cesarza rzymskiego.

## Młodość i małżeństwo
Po zabójstwie ojca Kotysa zamieszkała z matką i rodzeństwem w Rzymie. Zapewne kształciła się oraz przebywała na dworze kuzynki Antonii Młodszej. Antonia była bardzo wpływową kobietą nadzorującą krąg różnych książąt i księżnych. Jej krąg brał udział w politycznym zachowywaniu granic cesarstwa rzymskiego i spraw państw zależnych od Rzymu.
Bardzo mało jest znanych wiadomości na temat życia Gapaepyris. Poślubiła ona króla Bosporu Tyberiusza Juliusza Aspurgosa Filoromajosa, syna i spadkobiercę króla Bosporu Asandra Filokajsara Filoromajosa i królowej Dynamis Filoromajos. Matka męża była spadkobierczynią Bosporu oraz córką Farnakesa II Filoromajosa, króla Pontu i Bosporu.
W 38 r. brat Gepaepyris, Gajusz Juliusz Polemon II Filogermanik Filopatris, otrzymał od cesarza Pont oraz Bospor Kimmeryjski. Królestwa bosporańskiego nigdy nie objął w swe posiadanie, bowiem jego siostra panowała w nim od 37 r.

## Monety
Niestety nigdzie nie podano jej imienia w starożytnych źródłach pisanych. Jedynymi źródłami dotyczącymi Gepaepyris są monety oraz fragment srebrnego talerza z jej imieniem odkrytego w Neapolu Scytyjskim.
Przypisuje się jej statery z lat 334 i 335 ery bosporańskiej, czyli 37/38 oraz 38/39 n.e. Na obu stronach znajdują się portrety członków rzymskiej dynastii julijsko-klaudyjskiej, które uważa się za wizerunki cesarzy Oktawiana Augusta oraz Kaliguli. Na rewersach umieszczono zapis daty rocznej oraz monogram. Oprócz złotych staterów królowa emitowała także monety brązowe, ze znakiem IB, zapewne oznaczeniem nominału 12 jednostek, często określanych, jako asy). Na awersie tych monet znajduje się popiersie Gepaepyris zwrócone w prawo wraz z legendą w języku greckim BACIΛICCHC ΓHΠAIΠYPEΩC („[moneta] królowej Gepaipyris”). Na stronie przeciwnej jest wizerunek popiersia Afrodyty Uranii oraz znak nominału umieszczony po jej prawej lub lewej stronie.
Inny typ asów emitowanych przez Gepaepyris ma na stronie głównej wizerunek głowy mężczyzny zwróconej w prawo oraz legendę w języku greckim BACIΛEѠC MIΘPIΔATOY ([Moneta] króla Mitrydatesa). Zapewne jest to podobizna głowy jej starszego syna Mitrydatesa III, króla bosporańskiego od r. 39/40 n.e. Owa moneta była nośnikiem ważnej treści propagandowej, bowiem wskazany był na niej następca tronu. Sama królowa wydaje się w takim przypadku być jakby władczynią-regentką, panującą od śmierci męża do czasu objęcia tronu przez jej starszego syna, który był nieletni. Niewykluczone, że rządziła razem z synem Mitrydatesem, gdy ten został królem.
Niektórzy badacze doszukują się wizerunku głowy Gepaipyris na monetach jej drugiego syna Tyberiusza Juliusza Kotysa I Filokajsara Filoromajosa Eusebesa, króla Bosporu w latach 45-63, o nominale triensa (znak nominału Δ, czyli 4 jednostki). Na awersie przedstawiona jest głowa kobiety, monogram z liter BAP, a na stronie przeciwnej Afrodyta Apatura, monogram BAK oraz znak nominału Δ. Wydawanie tych monet, o ile przedstawiają Gepaipyris, może być uważane za oddanie czci zmarłej matce panującej władczyni.

## Potomstwo
Gepaepyris miała z mężem Aspurgosem dwóch synów, przyszłych królów Bosporu:
- Klaudiusz Mitrydates III (VIII) Filogermanik Filopatris (zm. 68). Otrzymał imię na cześć Mitrydatesa VI Eupatora Dionizosa, króla Pontu.
- Tyberiusz Juliusz Kotys I Filokajsar Filoromajos Eusebes (zm. 69). Otrzymał imię na cześć dziadka macierzystego Kotysa VIII, króla Tracji. Gepaepyris poprzez drugiego syna miała różnych potomków na tronie bosporańskim do IV wieku, do czasu upadku państwa. Jej potomkowie nosili trackie imiona takie jak Kotys, Remetalkes i Reskuporis, które pochodziły od jej rodziny.

W 37 r. Gepaepyris, kiedy zmarł jej mąż, objęła samodzielnie rządy nad Bosporem. Panowała do 39 r., do czasu objęcia władzy przez jej starszego syna Mitrydatesa.